# Octave Mirbeau
Octave Mirbeau, francoski pisatelj, novinar, pisec pamfletov, dramatik, romanopisec in umetniški kritik, * 16. februar 1848, Trévières, † 16. februar 1917), Pariz. 

## Življenje
Po letih pisanja v imenu drugih (ghostwriter) je Mirbeau dosegel uspeh s prvim romanom, pod katerega je podpisal svoje ime, Le Calvaire (1886). Sledita L'Abbé Jules (1888), prvi francoski roman v katerem se da zaslediti vpliv Dostojevskega in Sébastien Roch (1890), ganljiva pripoved o mladem fantu, ki ga je zlorabil katoliški duhovnik. 
Najbolj je zaslovel z romanoma Le Jardin des supplices (1899) in Le Journal d'une femme de chambre (1900). V prvem romanu bralcu prikaže človeško družbo, ki jo usmerja sla po krvi in ubijanju. Zgodba se odvija na Kitajskem, v vrtu, kjer se v subtilni mešanici groze in lepote prepletajo podobe čudovitega eksotičnega rastlinja in srh vzbujajočih mučilnih naprav. Protagonistka Clara, ki jo vodijo sadistični impulzi, vpelje pripovedovalca zgodbe v svet razvrata, kjer trpljenje drugega ne vzbuja usmiljenja, temveč naslado.
Le Journal d'une femme de chambre je agresivna slika francoske družbe v začetku 20. stoletja. Skozi oči sobarice Célestine Mirbeau svoje bralce popelje za kulise »lepega sveta« vladajočega razreda. Razkrije skrite pregrehe buržoazije, opozarja na finančno in spolno izkoriščanje takratnih sobaric ter predstavi služničad kot moderno obliko sužnjelastništva. Roman je dočakal tudi kinematografsko priredbo (Jean Renoir, 1946 in Luis Buñuel, 1964).
V svojih zadnjih dveh romanih - La 628-E8 (1907), zgodbi o popotovanju z avtomobilom preko Belgije, Nizozemske in Nemčije, ter Dingo (1913), v katerem je glavni junak pisateljev pes, Mirbeau odreče poslušnost vsem pravilom, kodam in normam realističnega romana 19. stoletja in se prepusti vodstvu svoje domišljije.
V gledališču je Mirbeau dosegel velik uspeh s komedijo Les affaires sont les affaires (1903), kjer se pojavi nov tip poslovneža, Isidore Lechat. Na oder je postavil tudi šest kratkih zgodb, zbranih pod imenom Farces et moralités. Zgodbe presenečajo s svojo modernostjo, ena izmed njih - Le Portefeuille, pa je prevedena tudi v slovenski jezik (Listnica, 1919).
Kot umetniški kritik z izbranim okusom je stal na strani Moneta, Pissarra in Rodina ter pripomogel k prepoznavnosti Van Gogha, Camilla Claudela (« Upor proti naravi: ženski genij ») in Aristida Maillola. Njegovi članki so objavljeni v dveh knjigah pod naslovom Combats esthétiques (1993).
Anarhistično inspiriran in angažiran intelektualec je strastno zagovarjal A. Dreyfusa ter strogo kritiziral tako politične institucije buržoazne družbe kot kapitalistično ekonomijo. Celotno delo tega demistifikatorja teži k temu, da svojim bralcem odpre oči in jih prisili, da se zazrejo Meduzi v obraz.

## Dela

### Romani
- Le Calvaire (1886).
- L'Abbé Jules (1888).
- Sébastien Roch (1890).
- Dans le ciel (1893-1989).
- Le Jardin des supplices (1899).
- Le Journal d'une femme de chambre (1900).
- Les 21 jours d'un neurasthénique (1901).
- La 628-E8 (1907).
- Dingo (1913).
- Un gentilhomme (1920).
- Les Mémoires de mon ami (1920).

### Gledališke igre
- Les Mauvais bergers, drama (1897).
- Les affaires sont les affaires, komedija (1903).
- Farces et moralités (1904).
- Le Foyer, komedija (1908).
- Les Dialogues tristes (2006).